# タックアン県
タックアン県（タックアンけん、ベトナム語：Huyện Thạch An / 縣石安?）は、ベトナム社会主義共和国カオバン省の県。面積は687.4 km²、人口は39,070人（2009年）である。

## 行政区画
1市鎮15社から構成される。